# Гран-Порт
Гран-Порт (англ. Grand Port) — округ Маврикия, расположенный в юго-восточной части острова Маврикий. По переписи 2010 года, численность населения составляет 115 546 человек, район занимает площадь в 260,3 км², плотность населения — 443,90 чел./км².

## География
Северная часть района гористая и покрыта лесом. Южная часть равнинная, здесь, возле бывшей столицы Маврикия города Махебург расположен международный аэропорт.
В 1810 году, в ходе Наполеоновских войн, около Гран-Порта состоялось морское сражение.